# Zonopetala melanoma
Zonopetala melanoma es una especie de mariposa de la familia Oecophoridae.
Fue descrita científicamente por Meyrick en 1884.